# Beltirskoje
Beltirskoje (russisch Бельти́рское, auch Beltyrskoje, Бельтырское; chakassisch Пілтірдеги аалы) ist ein Dorf (selo) in der Republik Chakassien (Russland) mit 4853 Einwohnern (Stand 14. Oktober 2010).

## Geographie
Der Ort liegt gut 100 km Luftlinie südwestlich der Republikhauptstadt Abakan am linken (westlichen) Ufer des Jenissei-Nebenflusses Abakan.
Beltirskoje gehört zum Rajon Askisski und ist von dessen Verwaltungssitz Askis etwa 15 km in südwestlicher Richtung entfernt. Es ist Sitz und einzige Ortschaft der Landgemeinde Beltirskoje selskoje posselenije.

## Geschichte
Der Ort 1951 wurde im Zusammenhang mit der Errichtung eines Fostwirtschaftsbetriebes gegründet, zunächst unter dem Namen Nowostroika („Neubau“). Bei der 3 km nordwestlich gelegenen Bahnstation, die 1959 in Betrieb ging, entstand die kleinere Siedlung Jubileiny. Im gleichen Jahr wurden die Siedlungen vereinigt und erhielten als Beltirski, nach der chakassischen Subethnie der Biltiren (russisch beltyry oder beltiry) den Status einer Siedlung städtischen Typs. In den 1980er-Jahren war auch die Form Beltyrski (Бельтырский) in Gebrauch. 1995 wurde der Ort wieder zu einem Dorf herabgestuft.

### Bevölkerungsentwicklung
| Jahr | Einwohner |
| ---- | --------- |
| 1959 | 4506      |
| 1970 | 6271      |
| 1979 | 6438      |
| 1989 | 7055      |
| 2002 | 5198      |
| 2010 | 4853      |

Anmerkung: Volkszählungsdaten

## Verkehr
Beim nordwestlichen Teil von Beltirskoje liegt die Station Beltyry an der Eisenbahnstrecke Askis – Abasa. Westlich des Ortszentrums führt die Regionalstraße A161 vorbei, die Abakan mit Ak-Dowurak in der südlich benachbarten Republik Tuwa verbindet. Beim Dorf zweigt eine Straße ab, die etwas flussabwärts den Abakan überquert und über das östlich benachbarte Rajonzentrum Beja nach Sajanogorsk am Jenissei verläuft.